# Cyklotomisk karaktär
Inom matematiken är en cyklotomisk karaktär en karaktär av en Galoisgrupp som ger Galoisverkan på en grupp av enhetsrötter. Som en endimensionell representation över en ring R är dess representationsrum i allmänhet betecknad med R(1) (det vill säga den är en representation χ : G → AutR(R(1)) ≈ GL(1, R)).

## p-adiska cyklotomiska karaktärer
Om p är ett primtal och G är den absoluta Galoisgruppen av rationella talen, är den p-adiska cyklotomiska karaktären en grupphomomorfi
{\displaystyle \chi _{p}:G\rightarrow \mathbf {Z} _{p}^{\times }}
där Zp× är gruppen av enhetsrötter av ringen av p-adiska heltal. Denna homomorfi definieras på följande sätt. Låt ζn vara en primitiv pn-te enhetsrot. Varje pn-te enhetsrot är en potens av ζn unikt definierad som ett element av ringen av heltal modulo pn. Primitiva rötter korresponderar till de invertibla elementen, alltså till (Z/pn)×. Ett element g av Galoisgruppen G sänder ζn till en annan primitiv pn-te enhetsrot
{\displaystyle \theta =\zeta _{n}^{a_{g,n}}}
där ag,n ∈ (Z/pn)×. För ett givet g, då n varierar, bildar elementen ag,n ett kompatibelt system i och med att de ger ett element av inversa gränsvärdet av alla (Z/pn)×, som är Zp×. Därför sänder den p-adiska cyklotomiska karaktären g till systemet (ag,n)n, och på det viset ger information om verkan av g på alla enhetsrötter vars ordning är e potens av p.
Faktiskt är {\displaystyle \chi _{p}} en kontinuerlig homomorfi (där topologin av G är Krulltopologin, och topologin av Zp× är p-adiska topologin).

## Som ett kompatibel system av ℓ-adiska representationer
Genom att låta ℓ variera över alla primtal får man ett kompatibel system av ℓ-adiska representationer från de ℓ-adiska cyklotomiska karaktärerna (då man betraktar kompatibla system av representationer är standardterminologin att använda symbolen ℓ till att beteckna ett primtal i stället för p). I andra ord är χ = { χℓ }ℓ en "familj" av ℓ-adiska representationer
{\displaystyle \chi _{\ell }:G_{\mathbf {Q} }\rightarrow \operatorname {GL} _{1}(\mathbf {Z} _{\ell })}
som satisfierar flera kompatibilitetskrav mellan olika primtal. Faktiskt bildar  χℓ ett strikt kompatibel system av ℓ-adiska representationer.

## Egenskaper
p-adiska cyklotomiska karaktären har flera goda egenskaper.
- Den är oramifierad vid alla primtal ℓ ≠ p (d.v.s. inertiadelgruppen vid ℓ har trivial verkan).
- Om Frobℓ är Frobeniuselementet för ℓ ≠ p, är χp(Frobℓ) = ℓ
- Den kristallin vid p.